# Martelarenplein (Leuven)

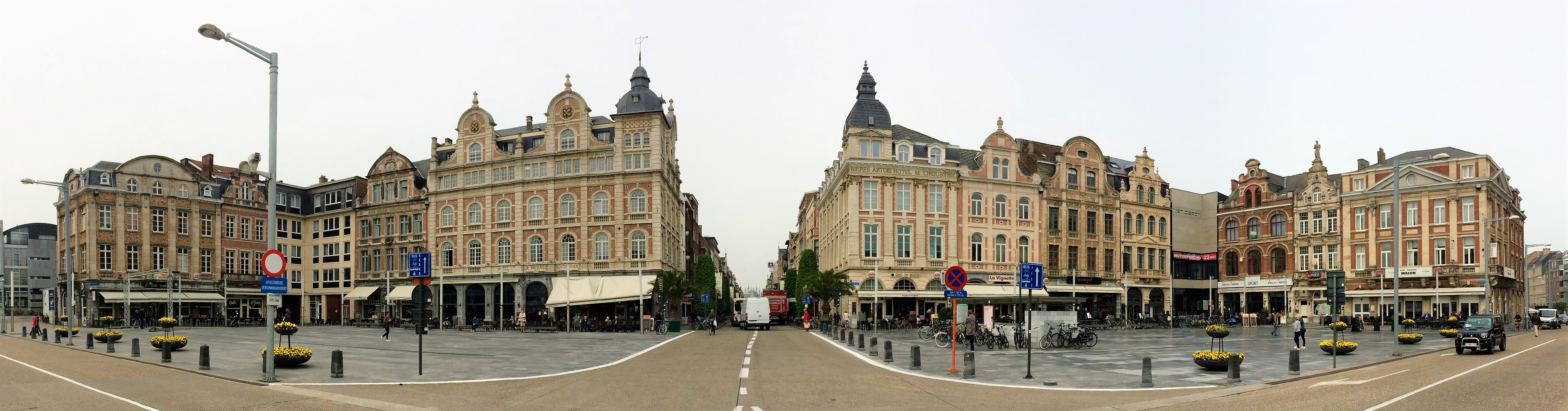
Panorama van het Martelarenplein

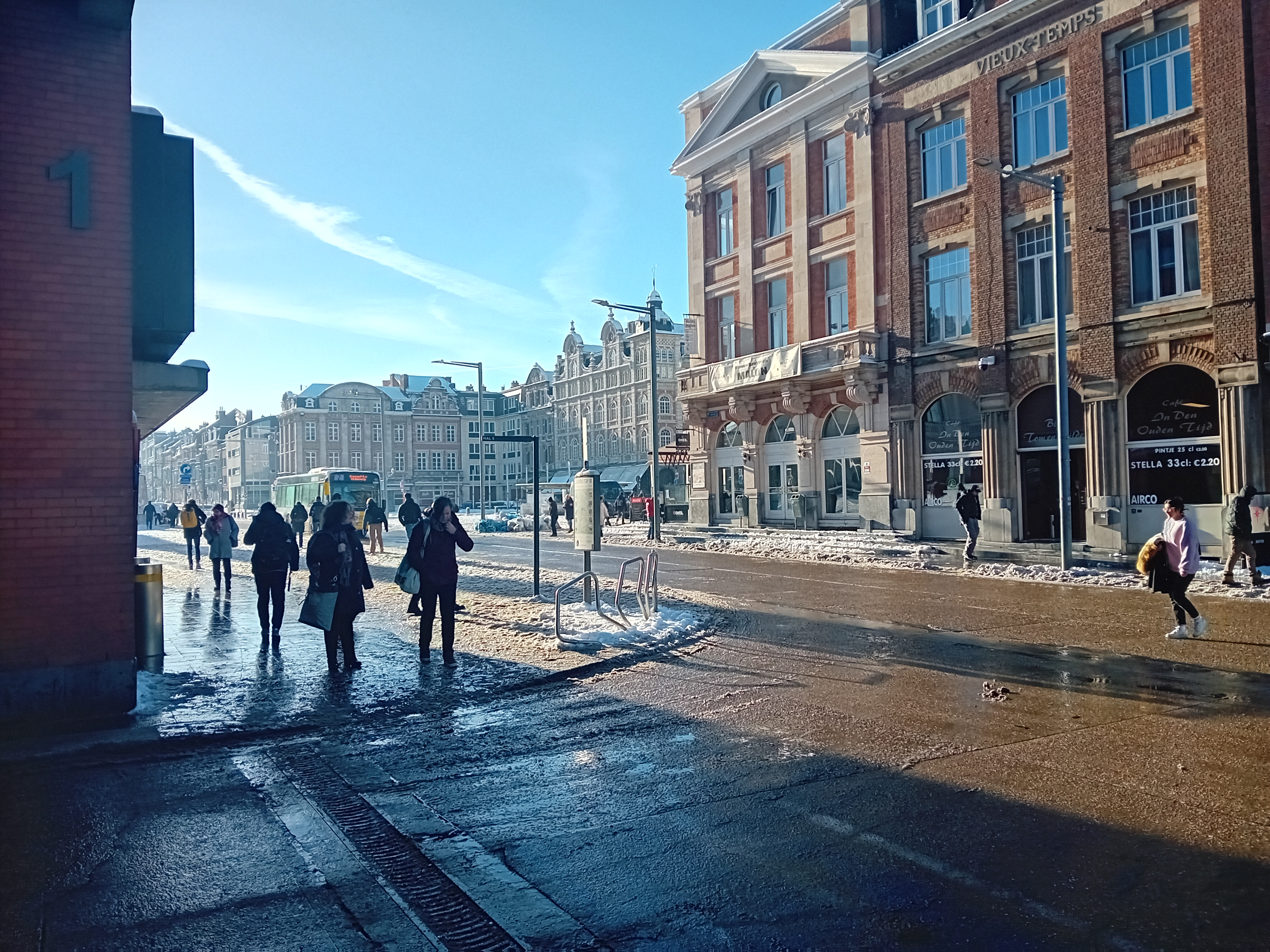
Het Martelarenplein tijdens een sneeuwdag

Het Martelarenplein is het plein voor het station van Leuven in de Belgische stad Leuven. Het is een van de grootste open pleinen in de stad, naast het Ladeuzeplein en de Oude Markt, en wordt regelmatig gebruikt voor grote en kleinere evenementen.

## Situering
Ruimtelijk bestaat het plein uit twee delen, gescheiden door een openbare weg die echter sinds het aanleggen van de Oostertunnel enkel toegankelijk is voor plaatselijk wegverkeer, bus- en fietsverkeer. Voor de opening van de tunnel werd het plein in twee gesneden door de Ring van Leuven. Samen met de Oostertunnel werd ook een nieuwe parkeergarage onder het plein aangelegd.
Het Martelarenplein ligt aan het einde van de Bondgenotenlaan, de drukste winkelstraat van de stad hoewel het de nabijgelegen Diestsestraat is die vereeuwigd werd met een plek op de Belgische versie van het bekende spel Monopoly.

## Geschiedenis
De ligging aan de Ring van Leuven maakt duidelijk dat de huidige locatie van het Martelarenplein oorspronkelijk de rand van de historische stad Leuven was. Dit werd bevestigd toen bij archeologisch onderzoek naar aanleiding van de heraanleg van het plein in 2001 resten werden teruggevonden van de oude stadsomwalling.
Voorheen heette het plein achtereenvolgens Stationsplein en Van de Weyerplein, naar Sylvain Van de Weyer (1802-1874), een medespeler van de onafhankelijkheid van België. Op het plein stond het standbeeld van Van de Weyer, dat later verhuisde naar het Ladeuzeplein en vervolgens naar de Kapucijnenvoer.
Net als de rest van Leuven was het Martelarenplein tijdens de Eerste Wereldoorlog het schouwtoneel van Duitse oorlogsmisdaden en vernielingen van het Leuvens cultureel erfgoed. Zo vonden er in augustus 1914 tientallen terechtstellingen plaats ter vergelding van verzet tegen de Duitse bezetter. Ter gedenking van deze gebeurtenissen werd in 1925 het Vredesmonument opgericht. Na jaren van verwaarlozing werd het monument volledig gerestaureerd in 2004.

## Bezienswaardigheden
Zoals vermeld bestaat het Martelarenplein uit twee duidelijk gescheiden delen.
Het oostelijk gedeelte wordt omzoomd door het stationsgebouw aan de oostzijde, in het westen door de openbare weg, in het noorden door het Vlaams-Brabantse hoofdgebouw van de Vlaamse vervoermaatschappij De Lijn en sinds 2008 aan de zuidkant door een nieuw kantorencomplex waar onder andere het Leuvens stadsbestuur (Stadskantoor) eind 2008 zijn intrek heeft genomen, maar ook een gebouw dat de KBC Groep in gebruik neemt. In het midden van de oostzijde staat het Vredesmonument. In oktober 2019 opende een fietsspiraalbrug die het Martelarenplein met de fiets- en voetgangersbrug in het station Leuven en het Professor Roger Van Overstraetenplein verbindt. De werkzaamheden aan de brug duurden vijf jaar. De brug vormt een belangrijke fietsverbinding tussen Leuven deelgemeente Kessel-Lo.
Terwijl de oostzijde van het Martelarenplein vooral plaats biedt aan kantoor- en vervoersinfrastructuur, sluit de westzijde meer aan bij het recreatieve karakter van het stadscentrum. Hier bevinden zich meerdere horecazaken (cafés en tavernes) en een van de meest bekende Leuvense culturele centra, Het Depot.

### Vredesmonument
In het midden van de oostzijde van het Martelarenplein staat het Vredesmonument, een monument ter herinnering aan de oorlogsslachtoffers van de Eerste Wereldoorlog. Deze obelisk dateert uit 1925, maar werd door de Duitse bezetters tijdens de Tweede Wereldoorlog in 1940 vernield. In 2004 restaureerde de stad Leuven het Vredesmonument.

## Evenementen
Gezien de oppervlakte van het Martelarenplein is deze plaats uiterst geschikt voor grotere evenementen. Tweemaal per jaar staat hier een (gedeelte) van de attracties van de Leuvense kermis. Daarnaast worden in de zomer diverse openlucht-sporttoernooien georganiseerd, zoals  een minivoetbal-toernooi. In de kerstperiode 2006 en 2007 en gedurende twee dagen in 2011 stond hier ook het Glazen Huis van de Studio Brussel solidariteitsactie Music For Life.

## Verkeer
In de zone voor het bus- en treinstation rijden alle weggebruikers (voetgangers, fietsers, bussen, auto's en vrachtwagens) hier op de Leuvense ring  door elkaar in een zone zonder verkeerslichten of zebrapaden. Na een dodelijk ongeval in februari 2024 kwam kritiek op deze shared space.